# 伊斯兰教法虔信者 (突尼斯)
伊斯蘭教法虔信者（突尼西亞）（阿拉伯語：أنصار الشريعة في تونس，“突尼西亞伊斯蘭法的支持者”）（英文：Ansar al-Sharia in Tunisia）是一個在突尼西亞活動的激進伊斯蘭團體。 2013年，估計該團體約有10,000名成員。它被突尼西亞政府以及伊拉克、聯合國、阿聯酋、英國和美國列為恐怖組織。其一些成員可能與2015年蘇塞襲擊有關。2013年，該組織宣佈忠於阿爾蓋達組織。                          
領導人：
Abu Ayyad al-Tunisi (已死亡)
活躍日期：
2013年至今
活躍區域：
突尼西亞
意識形態：
薩拉菲聖戰分子
活躍範圍：
10,000（2013）
隸屬：
阿爾蓋達組織
盟友：
伊斯蘭教法虔信者（利比亞）
伊斯蘭教法虔信者（茅利塔尼亞）
伊斯蘭教法虔信者（馬里）
對手：
突尼西亞
阿爾及利亞
利比亞
被指定為恐怖組織：
以下國家和組織已正式將伊斯蘭教法虔信者（突尼西亞）列為恐怖組織。
國家/組織	 日期	 
突尼西亞	 2013年8月	 
美國	 2014年9月23日	 
英國	 2014年4月	 
阿拉伯聯合大公國	 2014年11月	 
聯合國	 2014年9月23日	 
伊拉克
背景：
突尼西亞革命後，Zine El Abidine Ben Ali政權關押的許多伊斯蘭政治犯被釋放，包括Seifallah Ben Hassine，他之前於2000年6月與Tarek Maaroufi共同創立了突尼西亞戰鬥小組。 
Abu Ayadh（又名ben Hassine）於2011年4月下旬創立了伊斯蘭教法虔信者（突尼西亞）。 該組織迅速成立了一個媒體分支機構al-Qairawan媒體基金會，並開發了不同的媒體渠道，包括部落格、Facebook頁面和雜誌。伊斯蘭教法虔信者（突尼西亞）於2012年在凱魯萬舉行了一次全國會議，在會上，Abu Ayadh（又名ben Hassine）呼籲突尼西亞的媒體、教育、旅遊和商業部門伊斯蘭化，並建立一個伊斯蘭工會，以對抗突尼西亞世俗的總工會。該組織還為釋放伊斯蘭囚犯而開展運動，如奧馬爾·阿卜杜勒-拉赫曼、阿布卡塔達和突尼西亞人，他們曾在伊拉克與阿爾蓋達組織作戰，並被關押在伊拉克監獄。
伊斯蘭教法虔信者（突尼西亞）的成員定期參加突尼西亞針對褻瀆神明的抗議活動，並涉嫌參與一些暴力事件。 突尼西亞內政部指責該組織策劃了2013年突尼西亞政治暗殺浪潮。 歸咎於該組織成員的暴力事件包括2011年10月對放映電影《波斯波利斯》的一家電視臺的襲擊，2012年6月對有爭議的藝術展的襲擊，2012年9月對美國駐突尼西亞大使館的致命襲擊以及政治家Chokri Belaid（2013年2月）和Mohamed Brahmi（2013年7月）被暗殺。
該團體於2013年8月被突尼西亞政府指定為恐怖組織。 該團體因這一指定後的廣泛逮捕而受到損害，其許多成員離開突尼西亞，前往利比亞，加入當地伊斯蘭教法虔信者，或前往敘利亞加入伊斯蘭國（ISIL)。
在2013年1月至3月期間與駐突尼西亞伊斯蘭教法虔信者組織青年領袖的三次不同會晤中進行的採訪，描述了薩拉菲運動的智力基礎：
「從我們集團理論框架/世界觀發展的角度來看，一些最有影響力的薩拉菲活動家包括：Abu Quttada al-Falestini、Abu Mohammed al-Maqdassi、Abu Basir Tartusi、Hani Sabahi和al-Aulaki。 Abu Kottada al-Falestini可能是其中最有影響力的——我們過去幾年在歐洲的兄弟都蜂擁而至聽他的課程。 那麼，Abu Yadh（又名ben Hassine）本人或Abdallah a-Tunsi（又名ben Hassine）並不奇怪 也去找他了。 謝赫·哈尼·薩巴赫在我們的運動中也受到尊重。 我們與他保持著穩定的聯絡，他非常同情我們的經歷。」
據報道，Ben Hassine在2015年6月美國對利比亞的空襲中喪生。2020年3月，伊斯蘭馬格里布阿爾蓋達組織據報道，領導人Abdelmalek Droukdel宣佈了Ben Hassine的死亡，但沒有說他何時去世。
批評:
在其週報al-Naba中，伊斯蘭國在一篇讚揚伊斯蘭國突尼西亞分支領導人Shaykh Abu Layla Kamal Zarruq at-Tunisi al-Qurashi的文章中，伊斯蘭國嚴厲批評突尼西亞伊斯蘭教法虔信者及其領導人Abu Iyad，說：
「站在最前沿的突尼西亞伊斯蘭教法虔信者組織遇到了幾個問題，其中最重要的是其主管人Abu'Iyad的誤導，以及他宣傳Ayman al-Zawahiri關於他們打算使突尼西亞成為“ard da’wah”（邀請之地）的想法，而不是“ard jihad”（發放聖戰之地），這向所謂的“後阿拉伯革命政府”保證，他們不會與之戰鬥，而是要求他們給他們簡單地“邀請”的空間。 它還受到阿布·伊亞德僅限於該國的想法的影響，專注於將工作限制在突尼西亞，並基於他主管全球聖戰的願望，儘管他缺乏經驗和軟弱點，這反過來又導致他的組織進入了深淵，當新的taghut向他們透露其新面孔時。」
「因此，與他有聯絡的人經歷了最嚴重的酷刑，其中許多人是該組織的領導人，只有少數人在這場大屠殺中倖存下來，他們由Abu'Iyad和他的愚蠢、脆弱，並更喜歡他自己和他的謝赫Abu Qatada al-Filastini和他的埃米爾Ayman adh-Dhawahiri的意見。 倖存下來的少數人是真主透過反對阿布·阿雅得來引導他們前往希吉拉和聖戰，阿布·阿亞德拒絕年輕人出現在聖戰的戰場上，特別是在沙姆，希望將它們置於他的控制之下，在他的失敗專案中使用它們，並以他的愚蠢將它們交給塔瓦吉特人。」
另見：
突尼西亞恐怖事件列表